# Periclimenes brockii
Periclimenes brockii är en kräftdjursart som först beskrevs av De Man 1888.  Periclimenes brockii ingår i släktet Periclimenes och familjen Palaemonidae. Inga underarter finns listade i Catalogue of Life.